# 사법행정
사법행정(司法行政) 또는 법원행정(法院行政, 영어: Court administration, Judicial administration)은 사법부의 경영에 관한 재정, 시설관리 및 인적자원관리 등을 다루는 행정의 한 분야를 일컫는 말이다.
전통적으로 유럽의 대륙법계에서는 사법행정을 법무행정의 영역에 포함시켜 각 국의 법무부 또는 의회가 주도하는 사법평의회(司法評議會, 영어: Council of the judiciary)가 담당하여 왔으나, 영미법계에서는 각 주 또는 연방의 고위직 판사들이 주도하는 사법회의(司法會議, 영어: Judicial conference, Judicial council)가 담당하여 왔다. 대한민국은 대륙법계의 전통을 지니고 있음에도 판사들이 사법행정을 주도하는 경향이 있는데, 이는 일본과 유사한 형태라고 평가된다.

## 같이 보기
- 사법부
- 권력분립
- 법원행정처
- 헌법재판소사무처
- 행정부
- 법무부